# Heroic bloodshed
Heroic bloodshed (Nederlands: heldhaftig bloedvergieten) is een subgenre van de actiefilms uit Hongkong. Het draait in de films om gestileerde actie- en dramascènes, met thema's zoals broederschap, plicht, eer, verlossing en geweld.
|                                            |  |  |
| Regisseurs John Woo (l.) en Ringo Lam (r.) |  |  |

## Beschrijving
De naam voor het filmgenre werd eind jaren 80 benoemd door Rick Baker in het tijdschrift Eastern Heroes, waarbij hij verwees naar het werk van regisseurs zoals John Woo en Ringo Lam. Baker beschreef heroic bloodshed zelf als "een actiefilm uit Hongkong met veel pistolen, gangsters, bloed en actie."
Woos film A Better Tomorrow uit 1986 pionierde het heroic bloodshed filmgenre en wordt beschouwd als belangrijke invloed op latere films in het genre.
Buiten Hongkong heeft het genre ook invloed gehad op de filmindustrie in Hollywood, zoals Quentin Tarantino's film Reservoir Dogs uit 1992 en Luc Bessons Léon uit 1994.

## Selectie van heroic bloodshed-films
- The Head Hunter (1982)
- A Better Tomorrow (1986)
- Legacy of Rage (1986)
- City on Fire (1987)
- The Killer (1989)
- Bullet in the Head (1990)
- Once a Thief (1991)
- Hard Boiled (1992)
- Reservoir Dogs (1992)
- Crime Story (1993)
- Hard Target (1993)
- Léon: The Professional (1994)
- Young and Dangerous (1996)
- Face/Off (1997)
- Expect the Unexpected (1998)
- A Hero Never Dies (1998)
- The Matrix (1999)
- The Mission (1999)
- Dead or Alive (1999)
- PTU (2003)
- Heroic Duo (2003)
- A Bittersweet Life (2005)
- Exiled (2006)
- Like a Dragon (2007)
- Let the Bullets Fly (2010)
- The Last Tycoon (2012)
- John Wick (2014)